# Memoriał Zbigniewa Raniszewskiego 1971

## Memoriał Zbigniewa Raniszewskiego 1971
XV Memoriał Zbigniewa Raniszewskiego odbył się 9.10.1971 w Bydgoszczy. Zwyciężył po raz trzeci Henryk Glücklich.

## Wyniki
- 9 października 1971, na stadionie w Bydgoszczy

| Msc. | Zawodnik            | Klub              | Pkt |             |  |
| ---- | ------------------- | ----------------- | --- | ----------- |  |
| 1    | Henryk Glücklich    | Polonia Bydgoszcz | 15  | (3,3,3,3,3) |  |
| 2    | Hans-Jürgen Fritz   | NRD               | 13  | (3,3,2,3,2) |  |
| 3    | Benedykt Kosek      | Polonia Bydgoszcz | 12  | (3,w,3,3,3) |  |
| 4    | Władimir Gordiejew  | ZSRR              | 12  | (3,3,3,2,1) |  |
| 5    | Andrzej Koselski    | Polonia Bydgoszcz | 10  | (2,1,2,2,3) |  |
| 6    | Rajmund Świtała     | Polonia Bydgoszcz | 9   | (0,2,3,2,2) |  |
| 7    | Zbigniew Jąder      | Unia Leszno       | 8   | (2,2,0,1,3) |  |
| 8    | Wiktor Trofimow     | ZSRR              | 8   | (1,1,1,3,2) |  |
| 9    | Zdzisław Dobrucki   | Unia Leszno       | 7   | (2,0,2,1,2) |  |
| 10   | Peter Liebing       | NRD               | 6   | (1,1,1,2,1) |  |
| 11   | Borys Tsehanowicz   | ZSRR              | 5   | (1,3,1,0,0) |  |
| 12   | Marian Zaranek      | Polonia Bydgoszcz | 4   | (2,2)       |  |
| 13   | H.Zabel             | NRD               | 4   | (0,0,2,1,1) |  |
| 14   | Marian Michaliszyn  | Polonia Bydgoszcz | 3   | (2,1,0,0)   |  |
| 15   | Bogumił Brzeziński  | Polonia Bydgoszcz | 3   | (1,1,0,0,1) |  |
| 16   | Zbigniew Malinowski | Polonia Bydgoszcz | 1   | (0,0,1,u)   |  |
| 17   | Jentsch             | NRD               | 0   | (0,0,0,0,0) |  |